# Nous n'avons fait que fuir
Albums de Noir Désir
Des visages des figures
(2001) Noir Désir en public
(2005)
Nous n'avons fait que fuir est un livre contenant un poème de Bertrand Cantat et un album de Noir Désir mettant en musique ce poème, accompagné de Christian Perruchi, enregistré en public le 21 juillet 2002, lors du Festival de Montpellier-Radio France et publié le 10 juin 2004. Il contient un seul morceau de 55 minutes sur un long poème de Bertrand Cantat, très inspiré par Léo Ferré.

## Historique du projet
Ce texte a été écrit pour répondre à l'invitation de Bernard Comment pour France Culture. Le groupe avait d'abord envisagé de produire des versions acoustiques de leurs succès pour cette carte Blanche. Bertrand Cantat a finalement choisi de profiter de la tournée qui précède cet événement pour écrire intégralement ce texte, dans l'esprit du duo L'Europe entre Noir Désir et Brigitte Fontaine, véritable poème destiné à être déclamé sur fond d'une création musicale expérimentale composée par tous les membres de Noir Désir et Christian Perruchi, un musicien ayant intégré la tournée du groupe entre 2002 et 2003, pour jouer d'un clavier-sampler,. Avec très peu de répétitions, la représentation unique, version quasiment spontanée, a eu lieu le 21 juillet 2002 dans le cloître du couvent des Ursulines de Montpellier.
L'enregistrement en direct a été réalisé par Bob Coke puis a été mixé en 2003 par Jean Lamoot aux studios Ferber. Le texte de Bertrand Cantat et le disque ont été publiés conjointement dans la collection Minimales par les éditions Verticales en juin 2004. Motivée par l'existence d'un enregistrement pirate reprenant l'intégralité du concert et circulant parmi les fans du groupe, cette sortie officielle a été décalée à la suite de l'incarcération de Bertrand Cantat en juillet 2003.

## Musiciens ayant participé au projet
- Bertrand Cantat : chant
- Serge Teyssot-Gay : guitare électrique, seconde voix
- Denis Barthe : batterie et percussions
- Jean-Paul Roy : basse
- Christian Perruchi : mixage en direct et électroniques

## Éditions
- Nous n'avons fait que fuir, Bertrand Cantat, éditions Verticales, 2004,  (ISBN 2-84335-168-5).